# Tmesibasis regia
Tmesibasis regia är en insektsart som beskrevs av Navás 1915. Tmesibasis regia ingår i släktet Tmesibasis och familjen fjärilsländor. Inga underarter finns listade i Catalogue of Life.